# Freeburg (Missouri)
Freeburg é uma vila localizada no estado americano de Missouri, no Condado de Osage.

## Demografia
Segundo o censo americano de 2000, a sua população era de 423 habitantes.
Em 2006, foi estimada uma população de 440, um aumento de 17 (4.0%).

## Geografia
De acordo com o United States Census Bureau tem uma área de
2,1 km², dos quais 2,1 km² cobertos por terra e 0,0 km² cobertos por água.

## Localidades na vizinhança
O diagrama seguinte representa as localidades num raio de 20 km ao redor de Freeburg.